# Rex Tillerson
Rex Wayne Tillerson (Wichita Falls, 1952. március 23. –) amerikai üzletember, az ExxonMobil elnöke és vezérigazgatója 2006-tól 2016-ig. 2017-től az Amerikai Egyesült Államok 69. külügyminisztere. 
2018. március 13-án Trump elnök bejelentette, hogy Tillersont menesztette miniszteri tisztségéből. Utóda Mike Pompeo CIA igazgató lett.

## Fordítás
- Ez a szócikk részben vagy egészben  a   Rex Tillerson című angol Wikipédia-szócikk ezen változatának fordításán alapul.  Az eredeti cikk szerkesztőit annak laptörténete sorolja fel. Ez a jelzés csupán a megfogalmazás eredetét és a szerzői jogokat jelzi, nem szolgál a cikkben szereplő információk forrásmegjelöléseként.